# Universitätsklinikum Patras

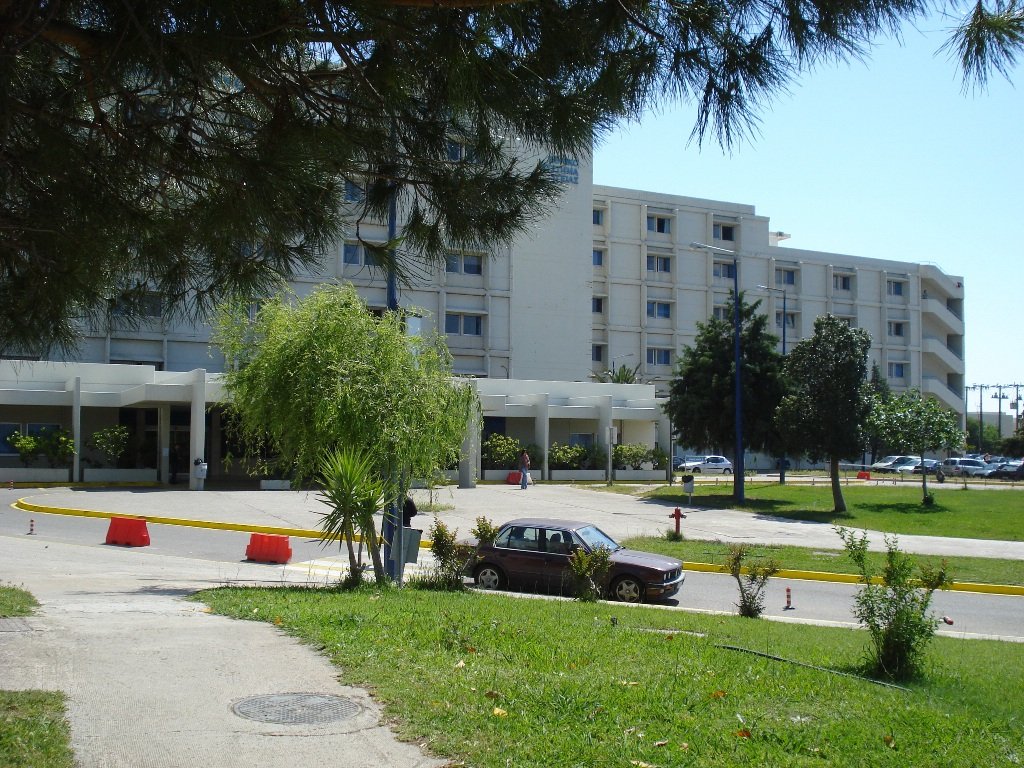
Universitätsklinikum Patras

Das Universitätsklinikum Patras ist das Klinikum der medizinischen Fakultät der Universität Patras. Es wurde 1988 gegründet und es ist eines der größten und renommiertesten medizinischen Zentren Griechenlands.
Das Klinikum besteht aus mehreren Gebäuden. Es verfügt über 700 Betten, 18 OP-Säle, ein Auditorium und diverse Labors auf einer Fläche von 63.000 m².